# Saarenkanta (ö i Norra Savolax)
Saarenkanta är en ö i Finland. Den ligger i sjön Ylä-Koirus och i kommunen Leppävirta i den ekonomiska regionen  Varkaus ekonomiska region  och landskapet Norra Savolax, i den centrala delen av landet, 300 km nordost om huvudstaden Helsingfors. Öns area är 0,8 hektar och dess största längd är 160 meter i nord-sydlig riktning.